# Inger Frith
Inger Kristine Pragholm-Frith (23 januari 1909 - Crowthorne, 24 oktober 1981) was een Deens-Brits boogschutter.

## Levensloop
Pragholm werd geboren in Denemarken, maar verliet dit land naar aanleiding van het uitbreken van de Tweede Wereldoorlog. Vervolgens werd ze actief als meteoroloog bij de South African Air Force (SAAF), alwaar ze haar latere echtgenoot Ronald Frith leerde kennen. 
Na de Tweede Wereldoorlog legde ze zich toe op boogschieten. In 1950 en 1952 nam ze deel aan de wereldkampioenschappen, alwaar ze in 1950 als 14e eindigde. 
Later werd ze vice-voorzitster van de Grand National Archery Society. In 1961 volgde ze de Belg Oscar Kessels op als voorzitter van de FITA, een functie die ze uitoefende tot 1977. In deze hoedanigheid was ze de eerste vrouw die een grote internationale sportfederatie leidde.